# دانز سكوطس
جون دانز سكوطس (نحو ١٢٦٥ - ١٣٠٨ م) هو فيلسوف ولاهوتي فرنسيسكاني إسكتلندي. تعرف فلسفته بـ «السكوطية».
تأثر بالنزعة الأوغسطينية، وبالقديس بونافنتورا، وأفاد كثيراً من أرسطو. انتقد لاهوت توما الأكويني. أكد أن الإيمان، ليس شأنا تأمليا بل عمل من أعمال الإرادة.